# Antedateren
Antedateren of antidateren is het dagtekenen met een vroegere datum dan het document daadwerkelijk werd ondertekend.
Het tegengestelde van antedateren is postdateren.

## Herkomst
Het voorvoegsel ante is van Latijnse herkomst en betekent vóór. Vaak wordt antidateren geschreven, wat volgens Van Dale zijn herkomst vindt in het Franse antidater, dat gevormd is van het Latijnse antidea, een oude vorm van antea ('vroeger') + datum. Reeds in het Nieuw woordenboek der Nederlandsche taal (1864) worden beide vormen vermeld. Sinds 1961 verwijst Van Dale bij antedateren door naar antidateren, waar de betekenis van het werkwoord vermeld wordt. Het Woordenboek der Nederlandsche Taal doet dit sinds 1950, en vermeldt dat de vorm met 'ante-' een geleerde, etymologische spelling is die het Frans niet kent.

## Gebruik
Men kan bijvoorbeeld een document antedateren als het belastingtarief voor een bepaalde transactie net verhoogd is. Door het document te antedateren betaalt men dan het oude tarief. Of men heeft schade opgelopen nadat een verzekering beëindigd is. Door het schadeverslag te antedateren, wekt men de indruk dat het schadegeval zich voordeed terwijl de verzekering nog van kracht was.
Minder dubieus is het als transactiepartijen om organisatorische redenen voor antedateren kiezen. Bijvoorbeeld: documenten zijn gedateerd op 10 september en degene die ze moet ondertekenen blijkt op die datum verhinderd te zijn. Het is dan makkelijker en goedkoper om de documenten op de 10e gedateerd te houden dan ze aan te passen, met name als bepaalde bepalingen al in werking zijn getreden.
In een aantal gevallen geldt antedateren als fraude of valsheid in geschrifte. Voor rechtsstelsels waar de ontvangsttheorie geldt, doet dit overigens niet ter zake, omdat in dit geval het ontvangsttijdstip bepalend is, in plaats van het verzendtijdstip. Toch wordt antedateren als op zijn minst dubieus beschouwd.

## Trivia
- De schilder Theo van Doesburg antedateerde sommige van zijn werken (Zelfportret, Geabstraheerde kerk), vermoedelijk om indruk te maken op mede-avant-gardisten.